# Argentinische Rettungsmedaille
Die Argentinische Rettungsmedaille ist eine Auszeichnung des Landes Argentinien, welche am 4. Dezember 1905 aufgrund eines Beschlusses des argentinischen Marineministeriums vom Generalpräfekt der Häfen in drei Klassen gestiftet wurde. Die Verleihungsbestimmungen wurden jedoch erst im Juni 1906 erlassen.

## Klasseneinteilung
- I. Klasse (Goldene Medaille)
- II. Klasse (Silberne Medaille)
- III. Klasse (bronzene Medaille)

## Verleihungsbedingungen
Die Medaille der I. Klasse in Gold wird verliehen, wenn der Retter bei der Rettungstat eine Einzelhandlung von so außergewöhnlichen Mut gezeigt hat, das die Rettung eines auf dem Meer, den Flüssen oder Kanälen in Lebensgefahr schwebenden Menschen ihm zu dieser Ehrung berechtigt. Die II. Klasse der Medaille in Silber wird dagegen verliehen, wenn die Rettungstat unter Lebensgefahr ausgeführt wurde und die III. Klasse in Bronze für eine gewöhnliche Rettung von Menschen aus Lebensgefahr.

## Aussehen und Trageweise
Die goldene, silberne oder bronzene Medaille hat einen Durchmesser von 34 mm und zeigt auf ihrem Avers das Wappen Argentiniens. Dieses Wappen wurde 1937 von der Umschrift: PREFECTURA GENERAL MARITIMA umschlossen. Davor hieß sie PREFECTURA GENERAL DE PUERTOS. Das Revers zeigt mittig ganzflächig einen mehrfach eingeschnittenen und eingerollten Schild, durch dessen Löcher sich zwei Eichenlaubzweige winden. Auf diesem Schild, wird bei Verleihung der Medaille der Name des Retters sowie der Ort der Rettungstat graviert. Wiederholte Rettungstaten, die zu einer weiteren Verleihung der III. Klassen führen, werden nur durch hinzufügen einer Spange auf dem Band gekennzeichnet. Eine Mehrfachverleihung der letzten Klasse ist somit ausgeschlossen. Getragen wird die Medaille aller Klassen an der linken oberen Brustseite an einem weißen Band, in dem beidseitig ein 3 mm breiter senkrechter Mittelstreifen eingewebt ist, der gleichzeitig den Saum bildet.